# Vann Williford
'Duncan Vann Williford (Fayetteville, Carolina del Norte, 26 de enero de 1948) es un exbaloncestista estadounidense que jugó una temporada en la ABA. Con 1,98 metros de estatura, juega en la posición de alero.

## Trayectoria deportiva

### Universidad
Jugó tres temporadas con los Wolfpack de la Universidad Estatal de Carolina del Norte, en las que promedió 19,0 puntos y 9,4 rebotes por partido. En sus dos últimas temporadas fue incluido en el mejor quinteto de la Atlantic Coast Conference.

### Profesional
Fue elegido en la cuadragésimo octava posición del Draft de la NBA de 1970 por los Phoenix Suns, y también por los Carolina Cougars en el Draft de la ABA, eligiendo esta segunda opción. Allí jugó una única temporada en la que promedió 3,9 puntos y 1,8 rebotes por partido.

## Estadísticas de su carrera en la NBA

### Temporada regular
| Temporada | Edad | Equipo           | Liga | Pos. | P  | TIT | MIN | TC  | TCA | %TC  | 3P  | 3PA | %3P  | 2P  | 2PA | %2P  | TL  | TLA | %TL  | R.OF. | R.DEF. | REB | ASIS | PER | FP  | PTS |
| 1970-71   | 23   | Carolina Cougars | ABA  | SF   | 38 |     | 7.8 | 1.6 | 3.7 | .440 | 0.1 | 0.2 | .333 | 1.6 | 3.5 | .447 | 0.6 | 1.0 | .568 | 0.7   | 1.1    | 1.8 | 0.4  | 0.6 | 0.9 | 3.9 |
| Total     |      |                  | ABA  |      | 38 |     | 7.8 | 1.6 | 3.7 | .440 | 0.1 | 0.2 | .333 | 1.6 | 3.5 | .447 | 0.6 | 1.0 | .568 | 0.7   | 1.1    | 1.8 | 0.4  | 0.6 | 0.9 | 3.9 |